# جایزه بزرگ موناکو ۱۹۹۰
جایزه بزرگ موناکو ۱۹۹۰ (انگلیسی: ‎1990 Monaco Grand Prix‎) یک مسابقهٔ موتوری در رشتهٔ اتومبیل‌رانی فرمول یک بود که در تاریخ ۲۷ مهٔ ۱۹۹۰ در پیست موناکو واقع در مونت‌کارلو، موناکو برگزار شد. این گراند پری در میان ۱۶ گراند پری در فصل ۱۹۹۰، مسابقهٔ شمارهٔ ۴ بود.
در این مسابقه که در ۷۸ دور و به مسافت ۲۵۹٫۵۸۴ کیلومتر (۱۶۱٫۲۹۸ مایل) برگزار شد، پول پوزیشن توسط آیرتون سنا کسب شد و سریع‌ترین زمان برای طی یک دور پیست که برابر با ۱:۲۴٫۴۶۸ بود نیز توسط آیرتون سنا به ثبت رسید.
آیرتون سنا از تیم مک‌لارن-هوندا، ژان آلسی از تیم تایرل-فورد و گرهارد برگر از تیم مک‌لارن-هوندا به‌ترتیب مقام‌های اول تا سوم مسابقه را کسب کردند.

## رده‌بندی قهرمانی پس از مسابقه
| جایگاه | راننده         | امتیاز |
| ------ | -------------- | ------ |
| ۱      | آیرتون سنا     | ۲۲     |
| ۲      | گرهارد برگر    | ۱۶     |
| ۳      | ژان آلسی       | ۱۳     |
| ۴      | آلن پروست      | ۱۲     |
| ۵      | ریکاردو پاتریس | ۹      |
| منبع:  |                |        |

| جایگاه | سازنده       | امتیاز |
| ------ | ------------ | ------ |
| ۱      | مک‌لارن-هوندا | ۳۸     |
| ۲      | ویلیامز-رنو  | ۱۸     |
| ۳      | فراری        | ۱۵     |
| ۴      | تایرل-فورد   | ۱۴     |
| ۵      | بنتون-فورد   | ۱۰     |
| منبع:  |              |        |

یادداشت
- تنها پنج جایگاه نخست از هر رده‌بندی نمایش داده شده‌است.